# Зея
Зея (рос. Зея) — місто (з 1906) в Амурській області, Російська Федерація.
До 1913 р. місто називалося Зея-Пристань. Було засноване в 1879 р., як перевантажний пункт Верхньо-Амурської золотодобувної компанії.
Місто лежить на півночі Амурсько-Зейської рівнини, на правому березі річки Зея за 660 км від її гирла, біля південних схилів хребта Тукурінгра.
Провідна роль в економіці Зеї належить електроенергетиці. Зейська ГЕС є другою за величиною після Бурейської ГЕС енергоджерел (до введення в дію останньої — перший) на Далекому Сході, щороку виробляючи від 4 до 6 млрд кіловат-годин електроенергії.
Інші галузі промисловості — видобуток золота, лісова промисловість.

## Населення міста
| Рік  | Населення |
| ---- | --------- |
| 1939 | 8,9       |
| 1959 | 7,1       |
| 1970 | 16,7      |
| 1989 | 32,0      |
| 2002 | 27,8      |
| 2009 | 26,8      |

## Персоналії
- Толстих Олександр Павлович (1928—1997) — радянський, український актор.